# Agathe Uwilingiyimana
Agathe Uwilingiyimana (* 23. Mai 1953 in Nyaruhengeri; † 7. April 1994 in Kigali, Ruanda) war eine ruandische Politikerin und Mitglied der Oppositionspartei Mouvement Démocratique Républicain (MDR). Sie war in der Zeit vom 18. Juli 1993 bis zu ihrer Ermordung Premierministerin von Ruanda.

## Frühes Leben
Agathe Uwilingiyimana, eine Hutu, wurde 1953 in dem Dorf Nyaruhengeri, etwa 140 Kilometer südöstlich von Kigali, als Kind von Landwirten geboren. Kurz nach ihrer Geburt ging die Familie aus der Grenzregion Butare fort, um in Belgisch-Kongo zu arbeiten. Als Agathe vier Jahre alt war, ging die Familie auf Betreiben des Vaters wieder zurück nach Butare. Nach bestandener Aufnahmeprüfung wurde Agathe an der Notre Dame des Citeaux High School ausgebildet und erlangte im Alter von zwanzig Jahren die Erlaubnis, Geisteswissenschaften zu lehren.
1976 erlangte sie einen Abschluss in Mathematik sowie Chemie und wurde daraufhin Mathematiklehrerin in einer Schule in Butare. Im selben Jahr heiratete sie Ignace Barahira, einen Studienkollegen aus ihrem Dorf. Ebenfalls in diesem Jahr wurde bereits das erste Kind geboren; insgesamt hatte das Paar fünf Kinder.
Im Alter von dreißig Jahren lehrte sie Chemie an der Nationaluniversität Ruanda.

## Aufstieg zur Premierministerin
1986 gründete sie eine Spar- und Kredit-Kooperative innerhalb des Kollegiums der Akademieschule Butare. Aufgrund ihrer hervorragenden Rolle innerhalb dieser Selbsthilfeorganisation wurde die Regierung in Kigali auf sie aufmerksam; diese wollte Entscheidungsträger aus dem unzufriedenen Süden des Landes einsetzen. 1989 wurde sie einer der Direktoren im Handelsministerium.
Sie trat 1992 dem Republican and Democratic Movement (MDR), einer Oppositionspartei, bei und wurde von Dismas Nsengiyaremye, dem ersten oppositionellen Premierminister innerhalb eines Bündnisses zwischen Präsident Juvénal Habyarimana und den fünf größten Oppositionsparteien, bereits vier Monate später zur Bildungsministerin ernannt. Als Bildungsministerin schaffte sie das ethnische Quotensystem im akademischen Bereich ab. Das brachte ihr die Feindschaft extremistischer Hutu-Parteien ein und führte sogar zu tätlichen Angriffen gegen sie, auch auf ihrem eigenen Grund und Boden. Auf der anderen Seite wurde von tausenden Studenten und Müttern für ihre Politik demonstriert.
Am 18. Juli 1993 wurde die neue Regierung mit Uwilingiyimana als Premierministerin eingesetzt. Sie war damit eine der ersten Frauen in dieser Rolle.

## Die Arusha-Abkommen
Die Habyarimana-Uwilingiyimana-Regierung repräsentierte nach wie vor die dominierende Hutu-Bevölkerung und hatte die entmutigende Aufgabe, ein Friedensabkommen mit der eindringenden Ruandischen Patriotischen Front (RPF), den Tutsi-dominierten Streitkräften, die seit 1990 von Uganda aus nach Ruanda einmarschierten, abzuschließen. Am 4. August 1993 schließlich wurde zwischen Habyarimana, den fünf größten Oppositionsparteien und der RPF selbst eine Übereinkunft getroffen; unter der als Arusha-Abkommen bekannt gewordenen Übereinkunft wurde vereinbart, dass Habyarimanas führendes Mouvement républicain national pour la démocratie et le développement (MRND) vorübergehend die Präsidentschaft übernimmt und der Premierminister von der MDR gestellt wird. Nach der Suspendierung von Uwilingiyimana durch die MDR übernahm Faustin Twagiramungu, der auch federführend an ihrer Absetzung beteiligt war, ihre Position.

## Verwaltende Premierministerin
Präsident Habyarimana enthob sie bereits achtzehn Tage nach ihrer Ernennung wieder ihres Amtes, allerdings blieb sie weitere acht Monate bis zu ihrem Tod im April 1994 als verwaltende Premierministerin weiterhin im Amt; dies, obwohl sie von allen Hutu-dominierten Parteien, inklusive ihrer eigenen MDR und der Partei von Präsident Habyarimana, aufs Schärfste kritisiert wurde. Im Januar 1994 hielt die MRND eine Pressekonferenz ab, in der Uwilingiyimana als „politische Trickserin“ bezeichnet wurde.
Die gemeinsame Einschwörung auf das „Transitional Broad Based Government“ hat wahrscheinlich am 8. Januar 1994 stattgefunden. An diesem Tag war die Vereidigung der kompletten Regierung geplant, aber nach der morgendlichen Zeremonie, in der der Präsident vereidigt worden war, verließen die RPF und andere die Veranstaltung, so dass sie am Nachmittag, als die Parlamentarier vereidigt wurden, wiederholt werden musste. Indes verfasste Uwilingiyimana einen Brief an alle Parteien, in dem sie die ausstehenden Zeremonien aussetzte. Sie und einige andere wollten erreichen, dass die Zeremonien einige Tage später nachgeholt würden; zu diesem Zeitpunkt wäre der Präsident auf einem Auslandsbesuch und sie hätte die Gelegenheit gehabt, die RPF mit mehr Befugnissen auszustatten. Ein damals anwesender Offizier der belgischen Armee sagte während der Verhandlungen zum Kriegsverbrechertribunal aus, es habe sich dabei um einen Staatsstreich zu Gunsten der RPF gehandelt. An diesem Punkt wurde Uwilingiyimana dazu bewegt, sich für Faustin Twagiramungu starkzumachen. Ihr wurde als Entgegenkommen ein niedrigerer Ministerialposten in der neuen Regierung versprochen. Die RPF erschien abermals nicht zu den geplanten Feierlichkeiten, sodass die Einsetzung der Regierung verschoben werden musste. Sie vereinbarte, dass die Vereidigung am nächsten Tag stattfinden sollte.

## Das Attentat
Die Gespräche zwischen Präsident Habyarimana, Uwilingiyimana und der Ruandischen Patriotischen Front (RPF) wurden nie beendet, da das Flugzeug des Präsidenten am 6. April 1994 bei einem Raketenangriff abgeschossen wurde. In einem Interview mit Radio France sagte Uwilingiyimana noch in der Nacht des Anschlages, dass es unverzüglich eine Untersuchung geben werde. In ihren letzten dokumentierten Worten sagte sie außerdem: „Es wird geschossen, Menschen werden terrorisiert, sie liegen in ihren Häusern auf dem Boden. Ich glaube, wir leiden an den Konsequenzen, die der Tod unseres Staatsoberhauptes mit sich bringt. Wir, die Zivilisten, sind in keiner Weise für den Tod unseres Staatsoberhauptes verantwortlich.“
Die UN-Friedenstruppen schickten noch in dieser Nacht, vor 3 Uhr morgens, eine Eskorte zu ihrem Haus, um sie zu Radio Rwanda zu bringen, wo sie eine Live-Ansprache an das ruandische Volk halten und zur Ruhe aufrufen wollte.
Uwilingiyimanas Haus wurde von fünf ghanaischen Soldaten der UN-Truppen sowie einer Einheit ruandischer Polizisten und zehn belgischen Soldaten geschützt.
Dem belgischen Armee-Bericht KIBAT zufolge sollen sich ruandische Soldaten zwischen 5.55 Uhr und 6.45 Uhr dem Haus Uwilingiyimanas genähert haben. Diese verdächtigten ihrerseits die Belgier der Mitwirkung am Attentat. Schließlich forderten sie die Blauhelme auf, die Waffen niederzulegen. Die Blauhelme entsprachen umgehend dem Wunsch der ruandischen Soldaten und händigten die Waffen noch vor 7 Uhr aus, woraufhin sie festgenommen wurden. Später wurden die belgischen Blauhelme von ruandischen Soldaten getötet.
Uwilingiyimana und ihre Familie, die die Ereignisse vor ihrem Haus beobachteten, flohen mit Hilfe der ruandischen Polizisten, die ein Loch in den Zaun schnitten, der das Haus umgab. Sie kamen etwa gegen 7 Uhr auf dem Gelände des Kigali U.N.D.P. an und versteckten sich dort. Augenzeugen gaben in der späteren, von den UN veranlassten Untersuchung an, dass ruandische Soldaten etwa gegen 10 Uhr das Gelände betraten und nach Agathe Uwilingiyimana suchten. Wenig später wurde sie von ruandischen Sicherheitskräften erschossen, auch ihr Ehemann sowie zwei Begleiter wurden ermordet. Alles deutet darauf hin, dass die ruandischen Soldaten ihr sexualisierte Gewalt antaten und sie umbrachten.

## Ihr Vermächtnis
Obwohl nur kurz, hat ihre politische Karriere so etwas wie einen Präzedenzfall geschaffen, war sie doch eine der bisher wenigen weiblichen politischen Figuren Afrikas. Gleichzeitig mit ihr war Sylvie Kinigi Premierministerin von Burundi. Im Gedenken an die ruandische Premierministerin stiftete das Forum for African Women Educationalists (FAWE) die Agathe Innovative Award Competition. Diese Auszeichnung unterstützt Projekte, die der Ausbildung und der Einkommenssicherung afrikanischer Mädchen dienen. Agathe Uwilingiyimana war eines der Gründungsmitglieder der FAWE.